# Struthiomimus
Struthiomimus altus
Genre
Espèce
Struthiomimus est un genre fossile de dinosaures du clade des ornithomimosauriens et de la famille des ornithomimidés. Son nom signifie « semblable à l'autruche » car il présente une forte ressemblance avec une autruche.
Ses restes fossiles ont été découverts en Amérique du Nord, en particulier au Canada, en Alberta dans les formations géologiques de Dinosaur Park et de Horseshoe Canyon. Ces formations datent de la fin du Crétacé supérieur (Campanien et Maastrichtien).
Une seule espèce est rattachée au genre : Struthiomimus altus.

## Étymologie
Le nom de genre, Struthiomimus, est composé de deux mots du grec ancien στρούθειος/stroutheios signifiant « de l'autruche » et μῖμος/mimos « imitateur ou semblable », pour donner « imitateur de l'autruche ».

## Description

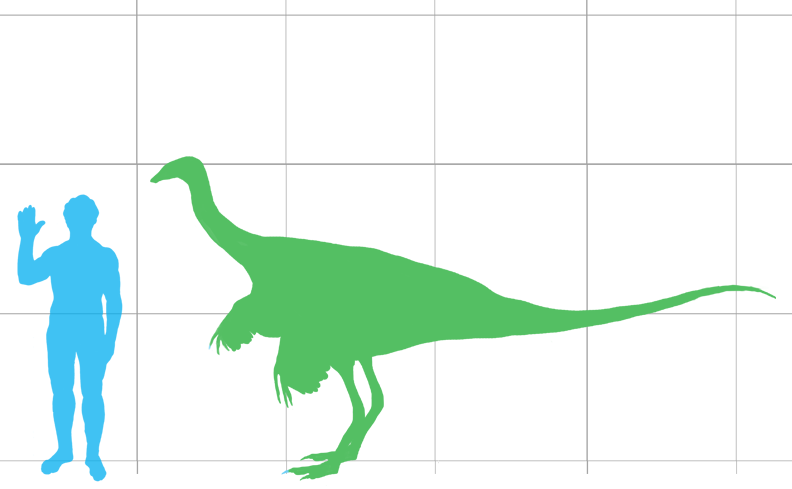
Taille du plus grand spécimen connu de S. altus, comparée à celle d'un humain.

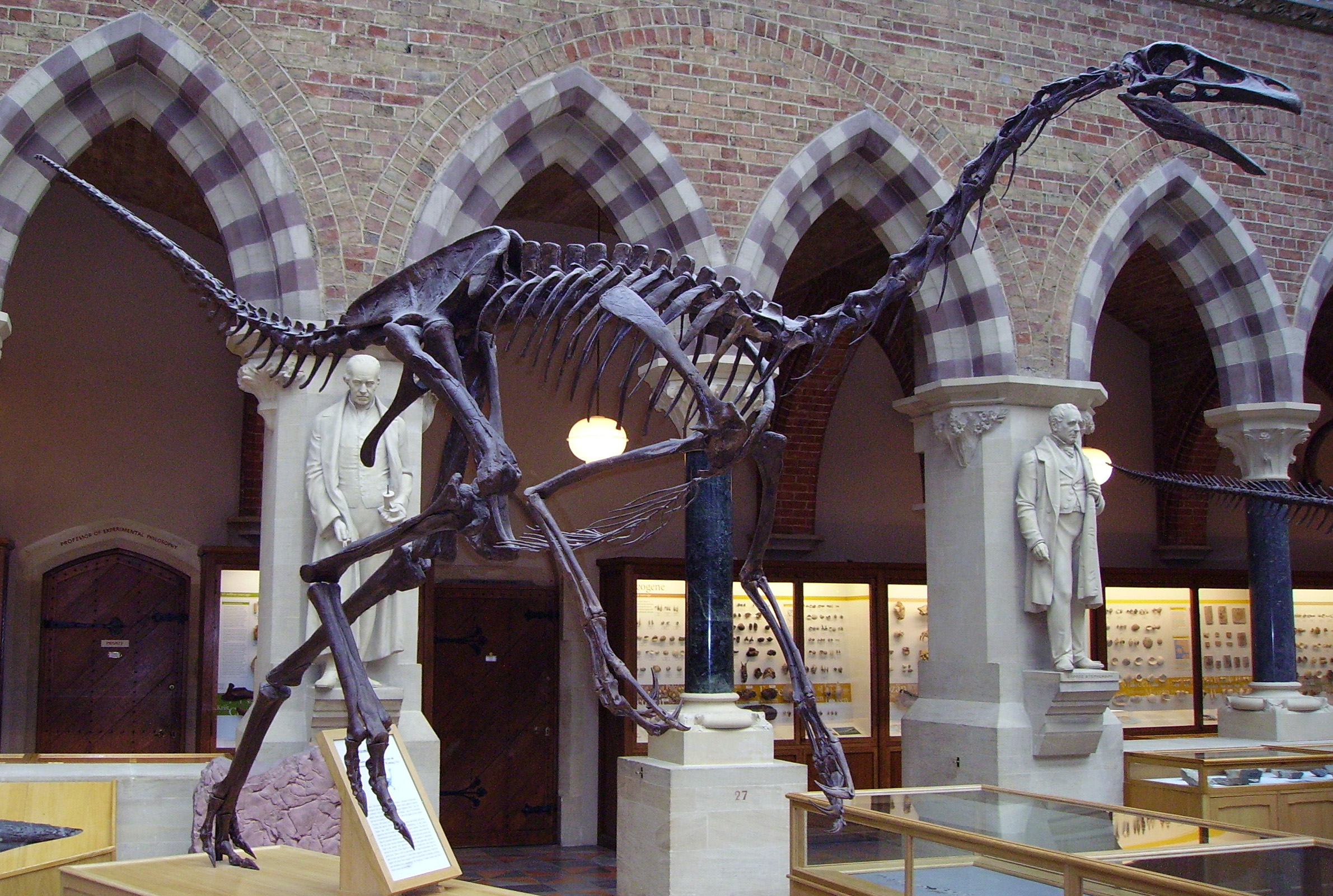
Squelette de Struthiomimus exposé au musée d'histoire naturelle de l'université d'Oxford.

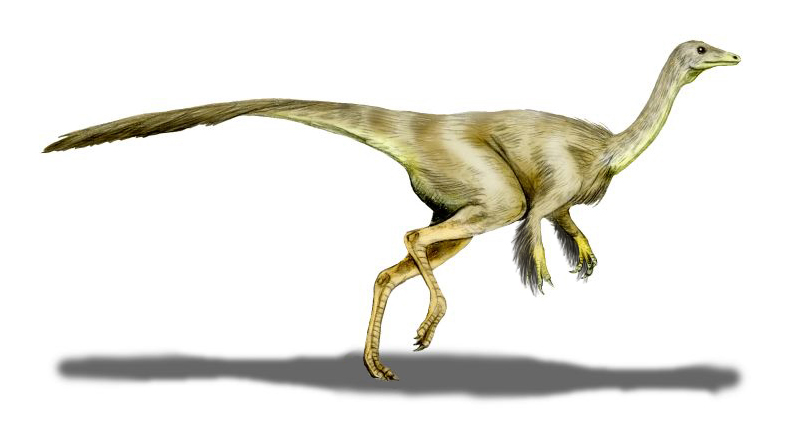
Dessin de Struthiomimus altus.

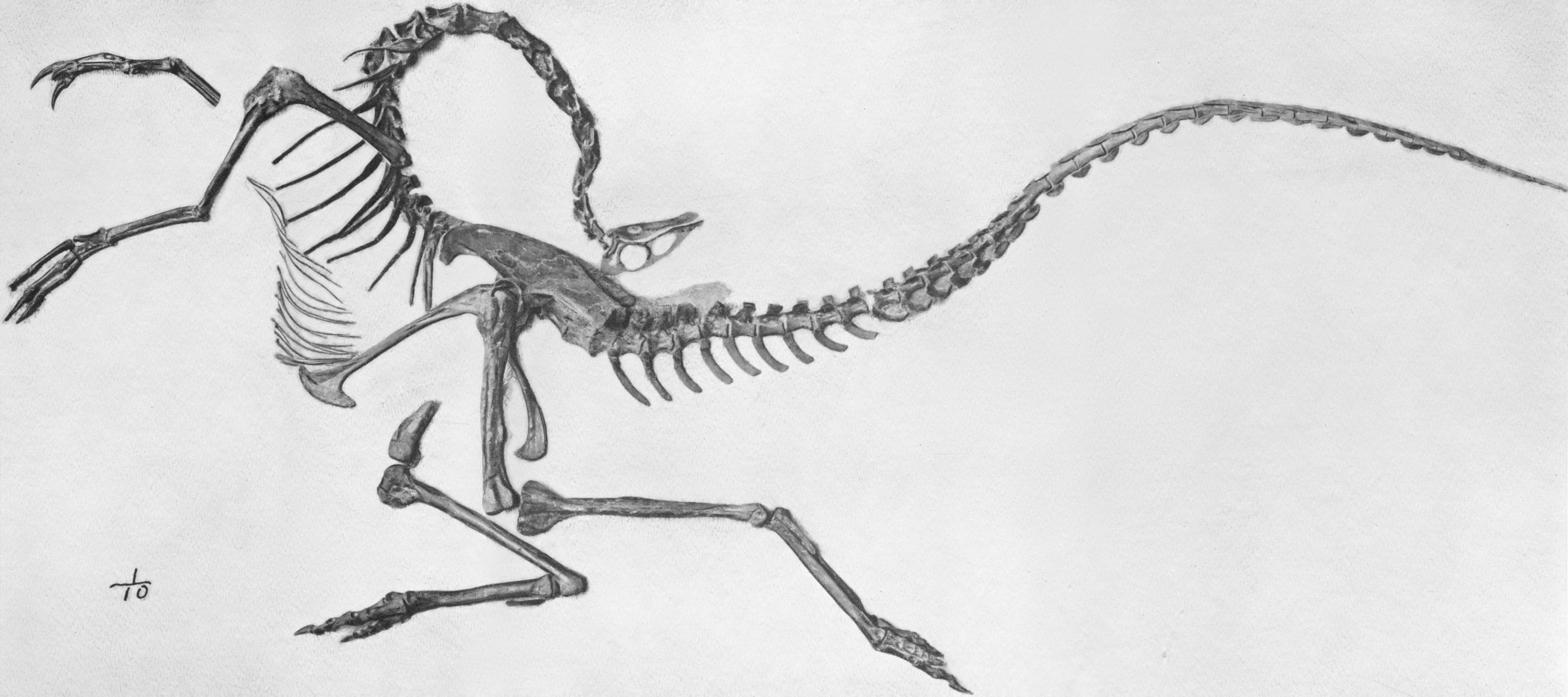
Squelette presque complet de Struthiomimus, découvert en 1914.

C'est un dinosaure théropode de taille modeste. Selon G. S. Paul, il pouvait mesurer jusqu'à 4,3 mètres de long, 1,4 mètre de haut au niveau des hanches et peser jusqu'à 150 kg. Ce bipède avait de longues pattes arrière avec un squelette léger, très bien adaptés à la course. Comme tous les autres « dinosaures autruches » ses mâchoires étaient dépourvues de dents et se terminaient par un bec.

C'est le mieux connu des « dinosaures autruches » (les « imitateurs des oiseaux », comme le genre Pelecanimimus). La grande abondance de ses fossiles indique qu'il s'agissait plutôt d'un herbivore ou d'un omnivore. Il se tenait debout sur ses deux pattes postérieures et son corps bien équilibré lui permettaient de faire de grands pas ; il pouvait ainsi courir très vite. Les puissants muscles de ses cuisses, reliés au bassin et à la base de la queue, actionnaient les jambes. Celles-ci ressemblaient à deux gigantesques pilons de poulet, un repas appétissant pour les gros carnivores qui le croisaient.

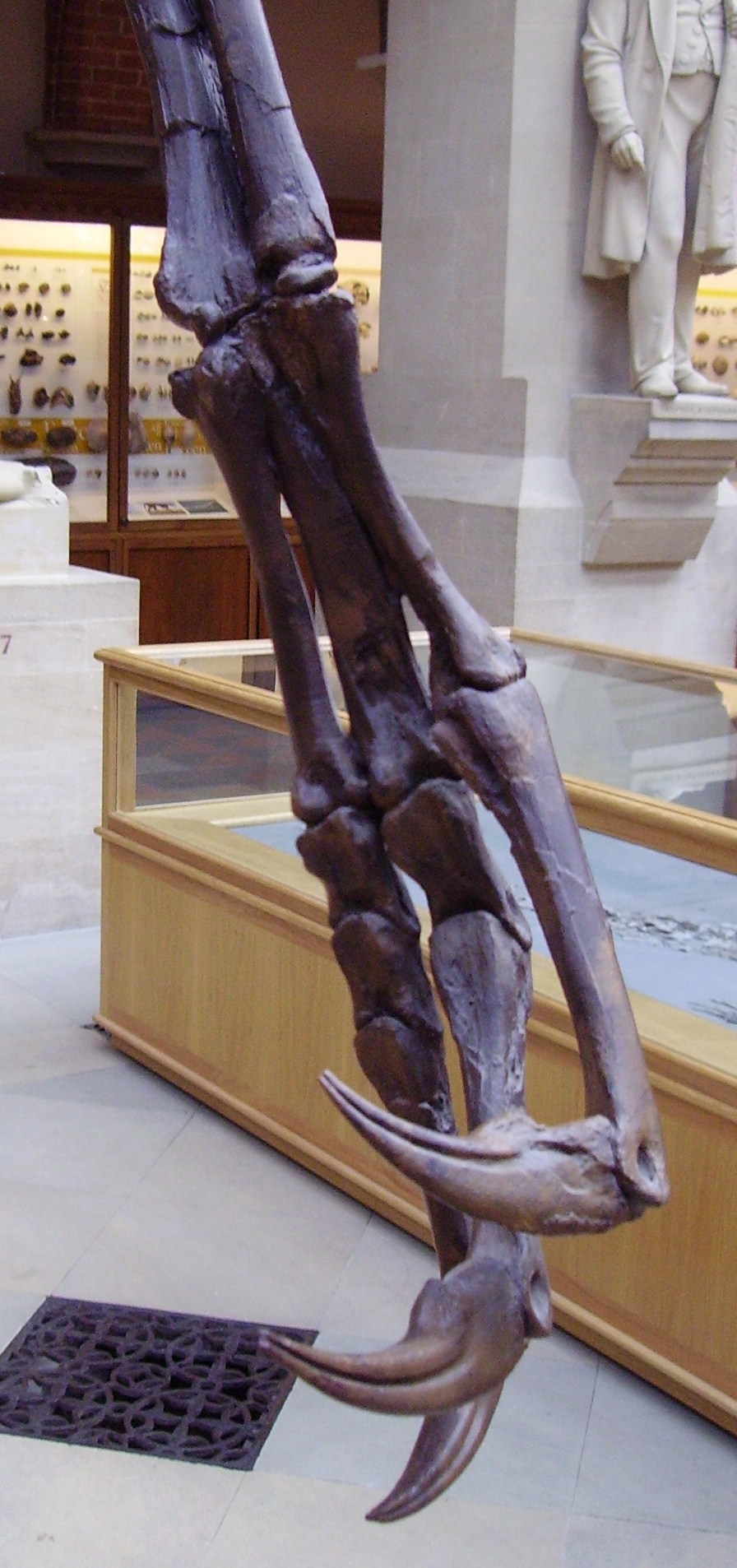
Griffes des mains de Struthiomimus.

Il se nourrissait de petits reptiles, de graines, d'insectes et de végétaux qu'il pouvait trancher avec son bec étroit. Il devait utiliser ses bras et ses mains fines pour attraper facilement sa nourriture. Il se servait sans doute de son long cou comme le fait aujourd'hui encore l'autruche : l'oiseau dresse la tête, jette des regards rapides et gobe l'aliment dans son bec.

## Classification
L'analyse phylogénétique réalisée sur les ornithomimidés par Li Xu et al. en 2011 regroupe en tout sept genres dans la famille, dont Struthiomimus qui est placé en groupe frère avec Ornithomimus :
|  | Anserimimus |
|  |             |
|  | Gallimimus  |
|  |             |

|         | Qiupalong                                                      |
|         |                                                                |
| unnamed | \| \| Struthiomimus \| \| \| \| \| \| Ornithomimus \| \| \| \| |
|         | \| \| Struthiomimus \| \| \| \| \| \| Ornithomimus \| \| \| \| |
|         | Struthiomimus                                                  |
|         |                                                                |
|         | Ornithomimus                                                   |
|         |                                                                |

|  | Struthiomimus |
|  |               |
|  | Ornithomimus  |
|  |               |

|  | Anserimimus |
|  |             |
|  | Gallimimus  |
|  |             |

|         | Qiupalong                                                      |
|         |                                                                |
| unnamed | \| \| Struthiomimus \| \| \| \| \| \| Ornithomimus \| \| \| \| |
|         | \| \| Struthiomimus \| \| \| \| \| \| Ornithomimus \| \| \| \| |
|         | Struthiomimus                                                  |
|         |                                                                |
|         | Ornithomimus                                                   |
|         |                                                                |

|  | Struthiomimus |
|  |               |
|  | Ornithomimus  |
|  |               |

|  | Anserimimus |
|  |             |
|  | Gallimimus  |
|  |             |

|         | Qiupalong                                                      |
|         |                                                                |
| unnamed | \| \| Struthiomimus \| \| \| \| \| \| Ornithomimus \| \| \| \| |
|         | \| \| Struthiomimus \| \| \| \| \| \| Ornithomimus \| \| \| \| |
|         | Struthiomimus                                                  |
|         |                                                                |
|         | Ornithomimus                                                   |
|         |                                                                |

|  | Struthiomimus |
|  |               |
|  | Ornithomimus  |
|  |               |

|  | Anserimimus |
|  |             |
|  | Gallimimus  |
|  |             |

|         | Qiupalong                                                      |
|         |                                                                |
| unnamed | \| \| Struthiomimus \| \| \| \| \| \| Ornithomimus \| \| \| \| |
|         | \| \| Struthiomimus \| \| \| \| \| \| Ornithomimus \| \| \| \| |
|         | Struthiomimus                                                  |
|         |                                                                |
|         | Ornithomimus                                                   |
|         |                                                                |

|  | Struthiomimus |
|  |               |
|  | Ornithomimus  |
|  |               |

|  | Anserimimus |
|  |             |
|  | Gallimimus  |
|  |             |

|         | Qiupalong                                                      |
|         |                                                                |
| unnamed | \| \| Struthiomimus \| \| \| \| \| \| Ornithomimus \| \| \| \| |
|         | \| \| Struthiomimus \| \| \| \| \| \| Ornithomimus \| \| \| \| |
|         | Struthiomimus                                                  |
|         |                                                                |
|         | Ornithomimus                                                   |
|         |                                                                |

|  | Struthiomimus |
|  |               |
|  | Ornithomimus  |
|  |               |

|  | Anserimimus |
|  |             |
|  | Gallimimus  |
|  |             |

|         | Qiupalong                                                      |
|         |                                                                |
| unnamed | \| \| Struthiomimus \| \| \| \| \| \| Ornithomimus \| \| \| \| |
|         | \| \| Struthiomimus \| \| \| \| \| \| Ornithomimus \| \| \| \| |
|         | Struthiomimus                                                  |
|         |                                                                |
|         | Ornithomimus                                                   |
|         |                                                                |

|  | Struthiomimus |
|  |               |
|  | Ornithomimus  |
|  |               |

|  | Anserimimus |
|  |             |
|  | Gallimimus  |
|  |             |

|         | Qiupalong                                                      |
|         |                                                                |
| unnamed | \| \| Struthiomimus \| \| \| \| \| \| Ornithomimus \| \| \| \| |
|         | \| \| Struthiomimus \| \| \| \| \| \| Ornithomimus \| \| \| \| |
|         | Struthiomimus                                                  |
|         |                                                                |
|         | Ornithomimus                                                   |
|         |                                                                |

|  | Struthiomimus |
|  |               |
|  | Ornithomimus  |
|  |               |

|  | Anserimimus |
|  |             |
|  | Gallimimus  |
|  |             |

|         | Qiupalong                                                      |
|         |                                                                |
| unnamed | \| \| Struthiomimus \| \| \| \| \| \| Ornithomimus \| \| \| \| |
|         | \| \| Struthiomimus \| \| \| \| \| \| Ornithomimus \| \| \| \| |
|         | Struthiomimus                                                  |
|         |                                                                |
|         | Ornithomimus                                                   |
|         |                                                                |

|  | Struthiomimus |
|  |               |
|  | Ornithomimus  |
|  |               |

## Dans la culture populaire
Des Struthiomimus apparaissent dans le film Dinosaure de Disney.
Il est présent dans le jeu de gestion Jurassic World Evolution (2018) où il est d'ailleurs le tout premier dinosaure du jeu à recréer, à partir d'ADN prélevé sur un fossile.